# Moe Kare!!
Moe Kare!! (萌えカレ!!) é um mangá shoujo (específico para meninas) de autoria de  Go Ikayamada, que conta a história de uma garota de 15 anos, Hikaru Wakamiya, que sempre lia muitos mangás shoujos e acreditava no príncipe encantado. Um dia, é salva por um garoto (Arata) que lhe rouba um beijo, seu primeiro. Mais tarde, ela encontra o mesmo, o qual apelidou de "Príncipe Pervertido". No meio da história, conhece Takara, o irmão de Arata, pelo qual acaba se apaixonando… Mas essa história tem um final inesperado, devido ao grande amor que Arata tem por ela. Conta com 34 capítulos, divididos em 7 volumes. Teve uma adaptação em Drama CD.

## Personagens principais
- Wakamiya Hikaru: (principal, dubladora CD drama: Maria Yamamoto) é uma menina inteligente e delicada. Sua primeira aparição é como uma otaku da nona série de uma escola feminina. Ela é salva e depois tem um beijo roubado por Arata, que apelida de "príncipe pervertido.

Depois se apaixona pelo nerd Takara e entra na escola de ensino médio dele. Conforme a história acontece entra no clube de caratê. Fica deprimida quando é afastada de Takara, mas é consolada por Arata. Hikaru desenvolve sentimentos pelos dois rapazes parecidos na aparência e completamente diferentes em personalidade, tendo que decidir entre eles...
- Honda Takara: (principal, dublador CD drama: Masakazu Morita ) é um ano mais velho que Hikaru e tem olhos castanhos. Conhece Hikaru ao ser confundido por ela com o "príncipe pervertido" que roubara seu primeiro beijo. Ao desfazer o mal entendido torna-se íntimo dela. Descobre ter um meio-irmão mais novo, é filiado ao clube de caratê, é órfão de pai  e possui um sinal do braço. Sua boa aparência foi o suficiente para o amor à primeira vista de Hikaru, mas será o suficiente para anular o impacto do incidente...?

- Ichikawa Arata: (principal, dublador CD drama: Shinosuke Tachibana) é da mesma idade que Hikaru, é o meio-irmão mais novo de Takara, e parece odiá-lo por algum motivo. Possui um sinal no braço e é exatamente como Takara, só que com olhos azuis. inicialmente alega ser uma segunda personalidade de Takara. Entra na mesma escola de ensino médio deste, sendo da mesma sala que Hikaru e abandona esta farsa. Obteve a maior nota no exame de admissão e fez um discurso inesperado aos novos alunos. Alega que o primeiro beijo em Hikaru foi por se encontrarem por acaso, enquanto ele esperava por outra mulher. É um playboy que faz sexo com várias garotas e usa violência como entretenimento, mas ao se envolver com Hikaru começa a mostrar ternura. Sua mãe é metade inglesa, e metade japonesa. Quando morreram ambos os pais foi viver sozinho no Japão. É forte o suficiente para chegar à faixa marrom de caratê em um ano.

- Kobayakawa Ami: (coadjuvante) é amiga de infância de Takara, sendo do mesmo dojo de caratê que ele até a oitava série. Ela foi atropelada por um carro, porque ela empurrou Takara para fora do caminho quando ele foi se abaixar para pegar um anel que tinha ganhado de Hikaru. Ela é apaixonada por Takara, mas percebe que não tem chances ao ficar com ele no hospital.

## Capítulos extras
- Moe pafe!! - Shojo Comic vol. 15, 2005
- Shin no usa De shiawasena ichiya - 15 de agosto de 2005, Shojo Comic, número adicional
- Moekare! ! Kyasuto ni yoru Cinderela - 15 de outubro de 2005, Shojo Comic, número adicional
- Moekare!!' Bangai-hen - Shojo Comic n. 16, 2006